# Mapeamento digital
Mapeamento digital (também chamado de cartografia digital) é o processo pelo qual um conjunto de dados são compilados e formatados em uma imagem virtual. A função principal desta tecnologia é a produção de mapas que dão representações precisas de uma determinada área, detalhando os principais eixos rodoviários e outros pontos de interesse além de roteamento entre locais. O exemplo atual de mais bem sucedido de mapeamento digital colaborativo e com dados livres é o OpenStreetMap.
Apesar do mapeamento digital poder ser encontrado em uma variedade de aplicações computacionais, como o Google Earth, o principal uso desses mapas é com o Sistema de Posicionamento Global, ou a rede de satélites GPS, utilizados em sistemas de navegação automotivo padrão.

## História

### Com papel até o sem papel
As raízes da cartografia digital jaz dentro do tradicionais mapas de papel, como o Guia de Thomas. Mapas de papel proporcionam paisagens básicas semelhantes aos mapas rodoviários digitalizados, mas são muitas vezes pesados, cobrem apenas uma determinada área, e faltam muitos detalhes específicos, tais como bloqueios de estradas. Além disso, não há nenhuma maneira de "atualizar" um mapa de papel, exceto obtendo-se uma nova versão. Por outro lado, os mapas digitais, em muitos casos, podem ser atualizados através da sincronização com a atualização de servidores de empresas.

### Capacidades expandidas
Os primeiros mapas digitais tinham a mesma funcionalidade básica que os mapas de papel, isto é, eles forneceram uma "visão virtual" de estradas geralmente descritas pelo terreno que abrange a área circundante. No entanto, como mapas digitais têm crescido com a expansão da tecnologia GPS na última década, atualizações de trânsito em tempo real, pontos de interesse e locais de serviço foram adicionados para melhorar os mapas digitais com o objetivo de serem mais "conscientes ao usuário". As "vistas virtuais" tradicionais são agora apenas parte do mapeamento digital. Em muitos casos, os usuários podem escolher entre mapas virtuais, por satélite (vista aérea) e vistas híbridas (uma combinação de mapa virtual e vistas aéreas). Com a capacidade de atualizar e expandir dispositivos de mapeamento digital, estradas recém-construídas e locais podem ser adicionados para aparecerem nos mapas.

## Coleção de dados
Mapas digitais dependem fortemente de uma grande quantidade de dados coletados ao longo do tempo. A maioria das informações que compõem os mapas digitais é o resultado das imagens de satélite, bem como informações de nível de rua. Mapas devem ser atualizados com frequência para fornecer aos usuários a reflexão mais precisa de um local. Embora haja um amplo espectro de empresas que se especializam em mapeamento digital, a premissa básica é que os mapas digitais retratem com precisão as estradas como elas realmente aparecem para fornecer "experiências de vida semelhantes."